# Silverstoneia erasmios
Silverstoneia erasmios – gatunek płaza bezogonowego z rodziny drzewołazowatych (Dendrobatidae).

## Taksonomia
Ważność tego gatunku bywała dawniej kwestionowana, ale badania genetyczne (Grant et al., 2017) potwierdziły jego odrębność gatunkową.

## Występowanie
Jest to gatunek endemiczny. Występuje jedynie w zachodniej Kolumbii, a dokładniej w gminach Frontino i Urrao w departamencie Antioquia oraz gminach Pueblo Rico i Mistrató w departamencie Risaralda; obecność w gminie Amalfi wymaga potwierdzenia.
Miejscem bytowania tego płaza są tropikalne lasy galeriowe oraz tropikalne wilgotne lasy górskie; spotykany jest także w lasach wtórnych i na obrzeżach lasów, np. na przyległych do nich pastwiskach. Preferuje wysokości od 1500 do 2000 metrów nad poziomem morza (inne źródło podaje zakres wysokości 1040–2000 m n.p.m.).

## Status zagrożenia
W Czerwonej księdze gatunków zagrożonych IUCN Silverstoneia erasmios od 2019 roku klasyfikowany jest jako gatunek zagrożony (EN, ang. Endangered); wcześniej, od 2004 roku uznawano go za gatunek niedostatecznie rozpoznany (DD, ang. Data Deficient). Gatunek ten jest lokalnie pospolity, ale ze względu na utratę i degradację siedlisk jego liczebność przypuszczalnie spada.